# 缅甸经济
緬甸是个农业国，超过六成劳动人口从事农业，農產品有稻米、小麥、甘蔗等。森林覆蓋達50%，林區產硬木和貴重柚木。工業有碾米、木材、石油開采、小型機械製造、礦產等部門。礦產有錫、钨、鋅、鋁、石油、鋼玉及玉石，其中紅寶石及翡翠之品質全球最高。

## 概況
1940年代自英帝國獨立後，緬甸曾是亞洲富國之一，然而，由於軍人任意干涉行政(1960年代开始缅甸式社会主义國有化)，甚至建立军政府，扼殺民選制度，導致緬甸人心惶惶、經濟停滯不前，加上又受到國際制裁，至2003年GDP96億美元，國民平均GDP僅180美元。緬甸工業相當薄弱，佔國民生產總值的比重近幾年一直在1%上下徘徊。緬甸創匯來源少，外債已高達60億美元，而外匯儲備只有數億美元。外匯逆差居高不下，緬甸政府根本無力還貸和實施進口替代戰略。2004年緬甸通貨膨脹率居高不下，緬幣與美元的自由市場比值到達970：1。
從長遠看，21世紀初的緬甸經濟總體水平，並沒有在二次大戰之後有大幅的提高，反而比二次大戰前還低，據比較權威的一種估算，1936年緬甸國內生產總值已達 121.97億美元（當時人口1570.8萬），人均年收入776美元。據2004年11月的統計數字，緬甸國民人均年生產總值僅356美元，人均年收入自然比這個數字更低，顯然遠遠不及二戰前的人均年收入776美元。由此可發現，緬甸的經濟發展幾乎陷入停頓。
2011年, 總統登盛上台, 緬甸實行全面經濟改革, 放寬投資政策, 改革稅率及法律制度, 外來投資金額由2010年的300萬美元大幅提升至2011年的20億美元，比率達667%。貨幣政策的改變使緬幣升值近25%, 2011年的經濟增長率為8.8%，國民人均年生產總值上升至1300美元。
緬甸政府大量投資基建，耗資580億美元成立土瓦經濟特區，將與深水港為中心，佔地約萬公頃，目前緬甸政府已經和泰國建立多項合作，以後將建設水力發電廠、石化廠和煉油廠等項目，而中國、南韓和印度都表示相當的興趣要投資。期望會轉型成為東南亞以至印度洋地區的新經濟中心。

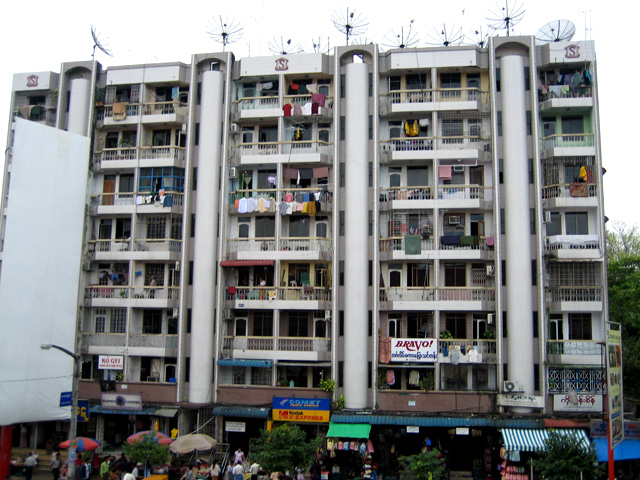
首都住宅區
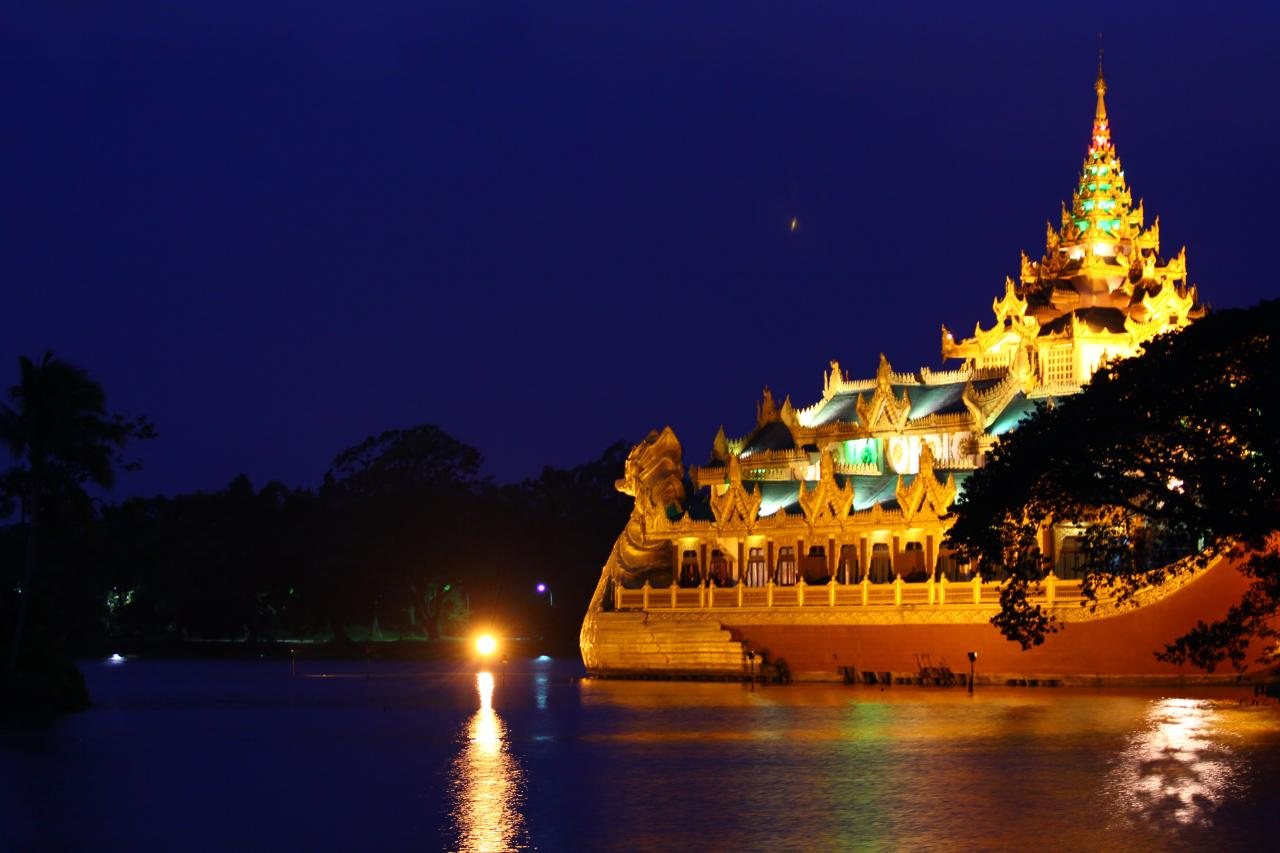
佛寺商場區
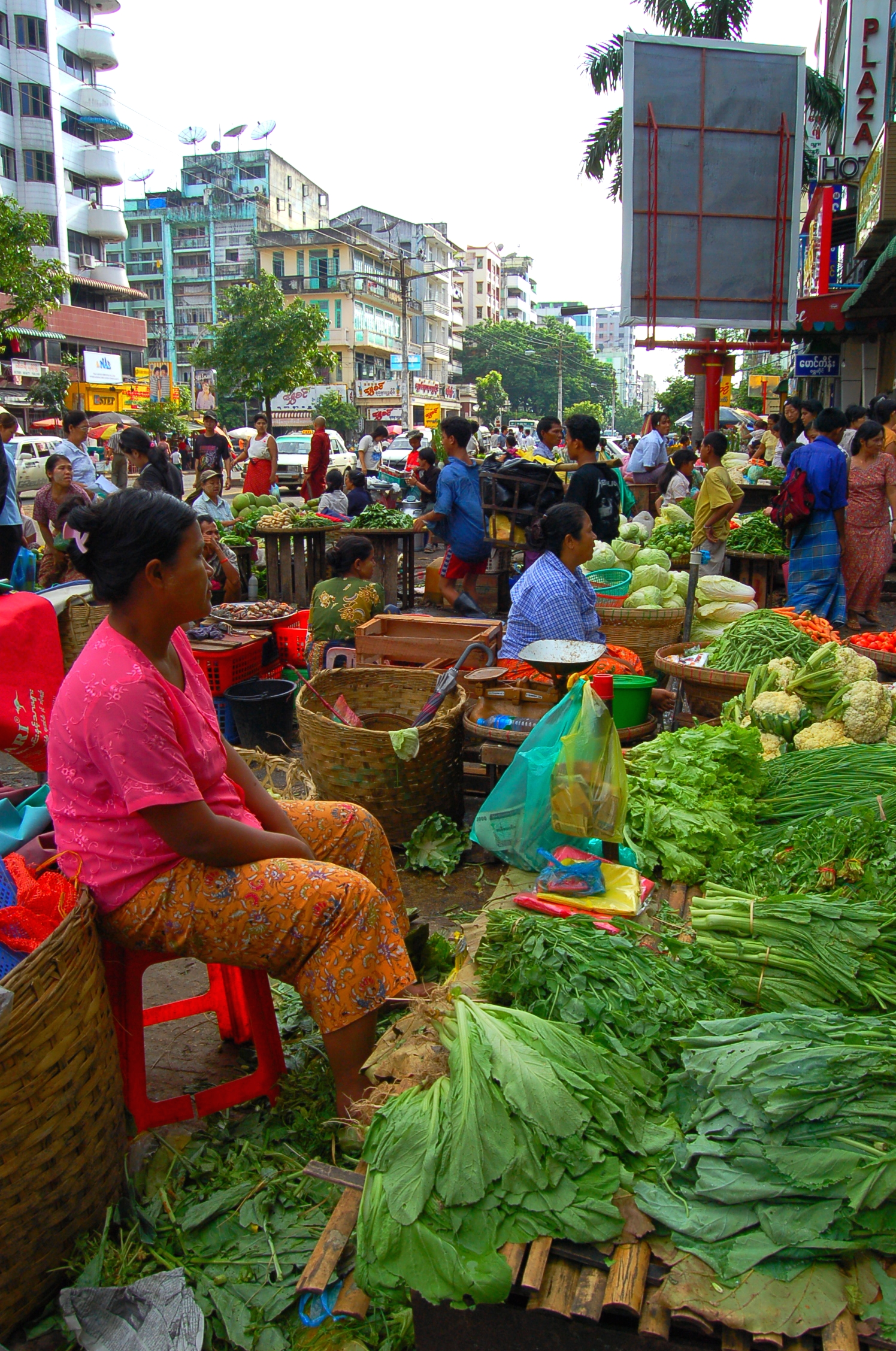
農產市集
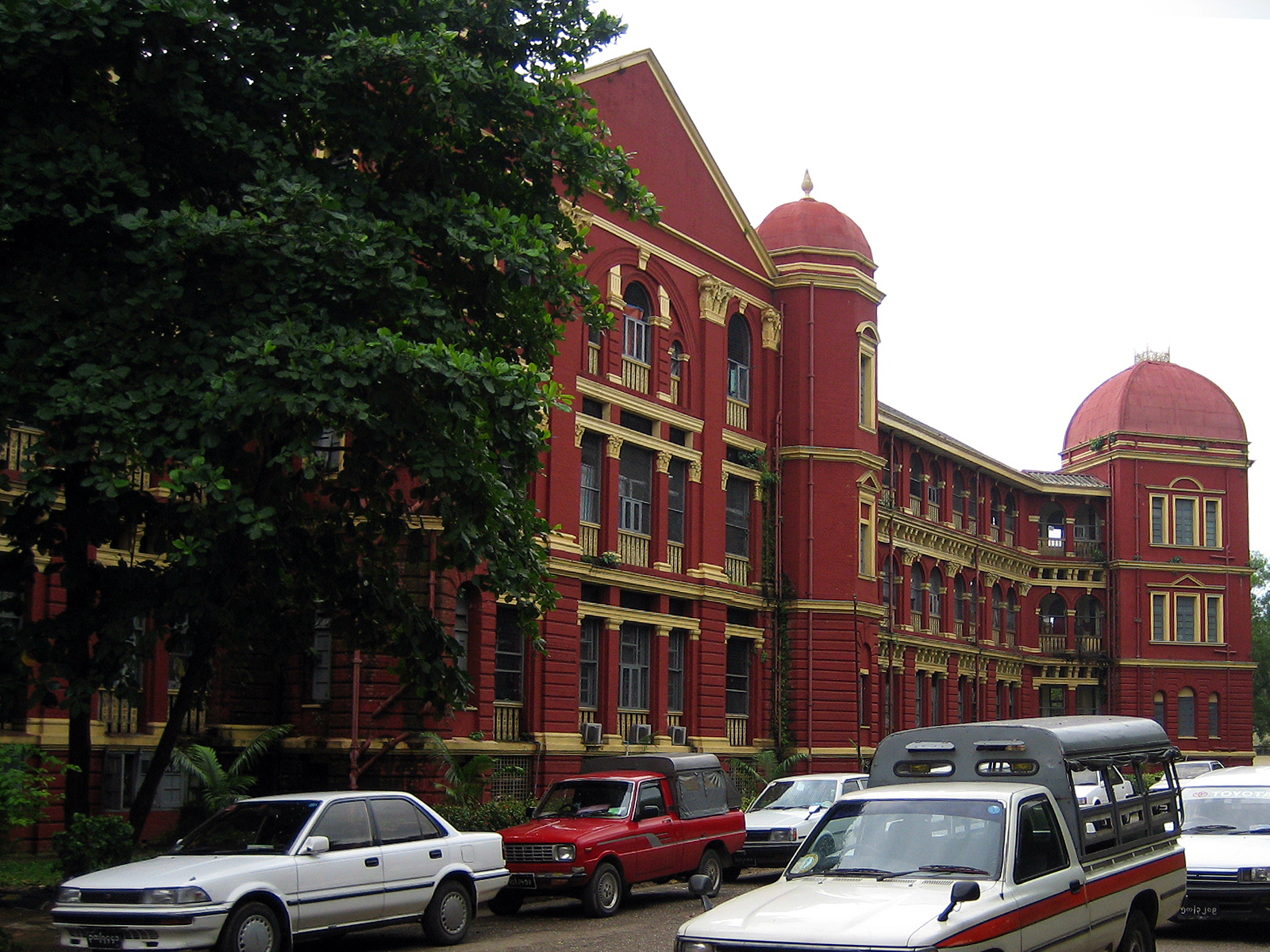
仰光大眾醫院
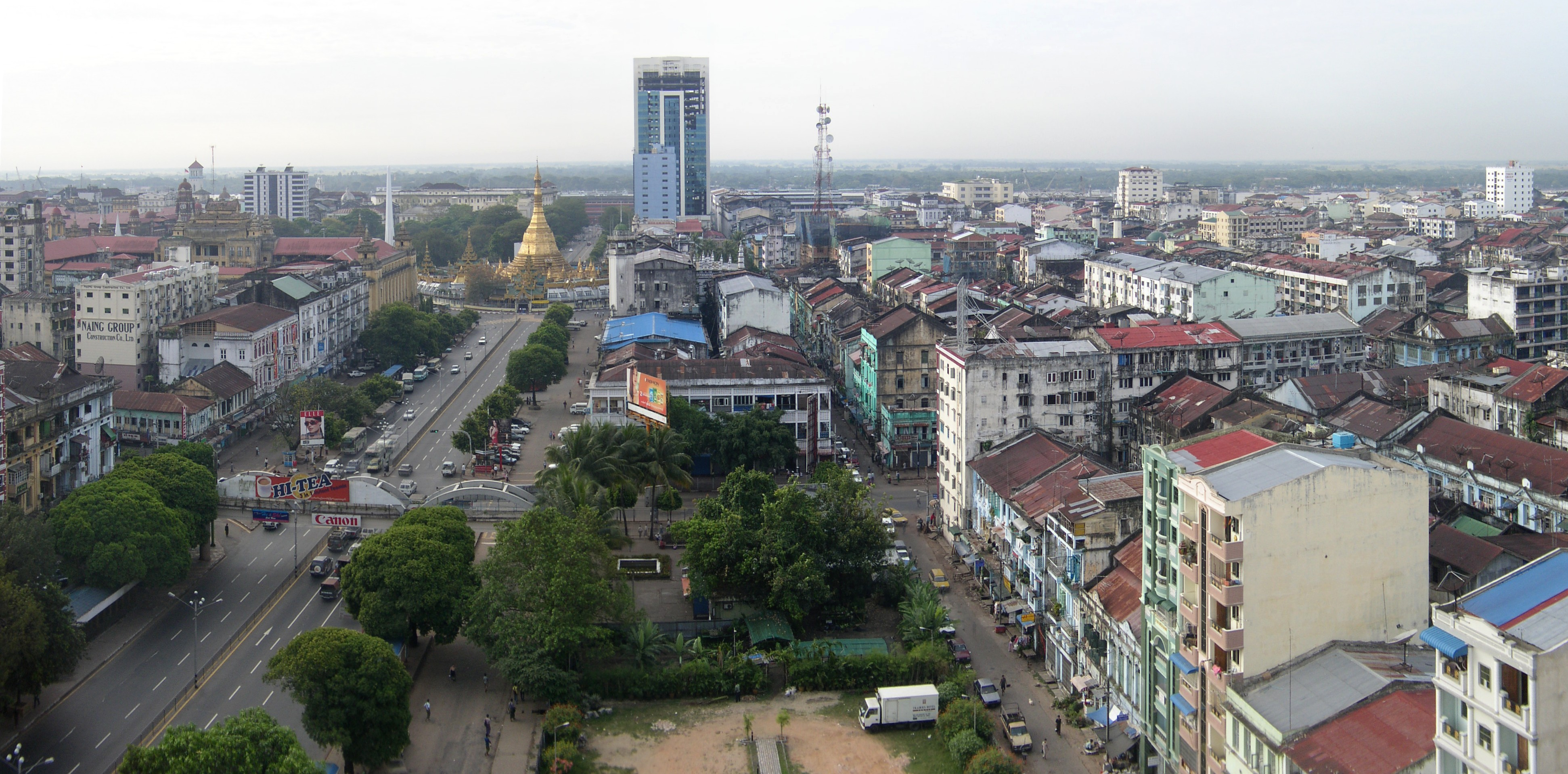
仰光南城公園
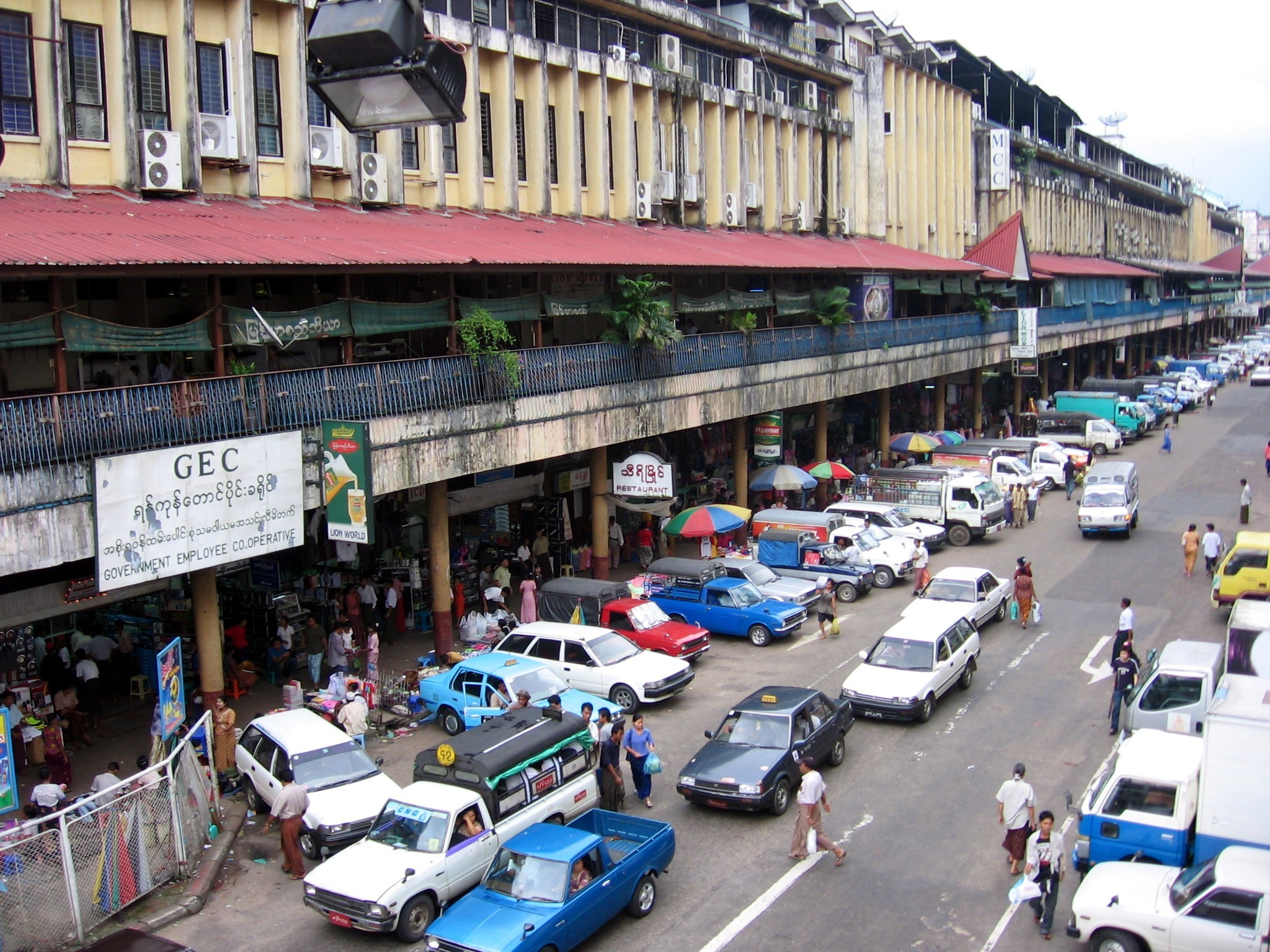
進口批貨區
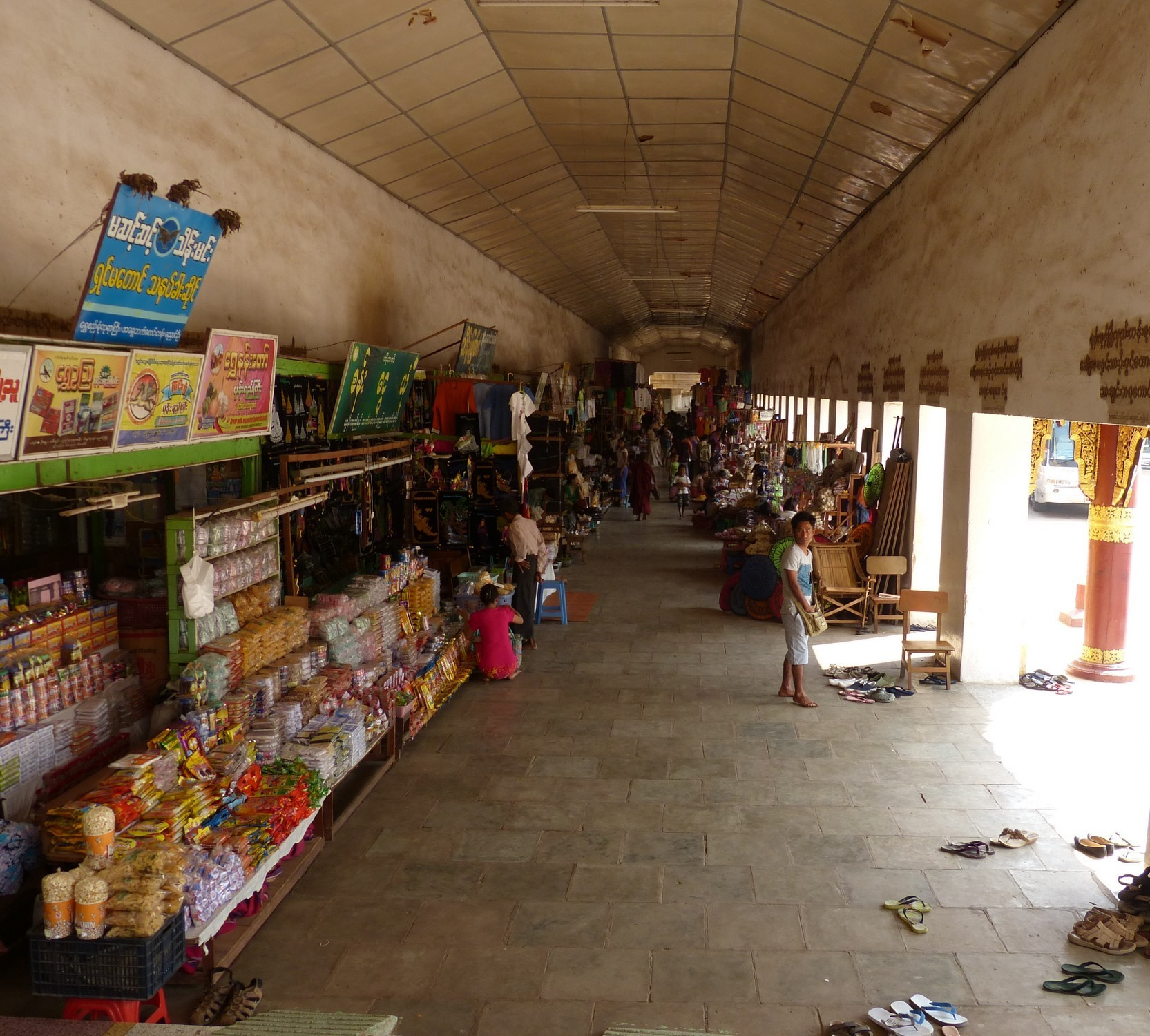
金龙百货城
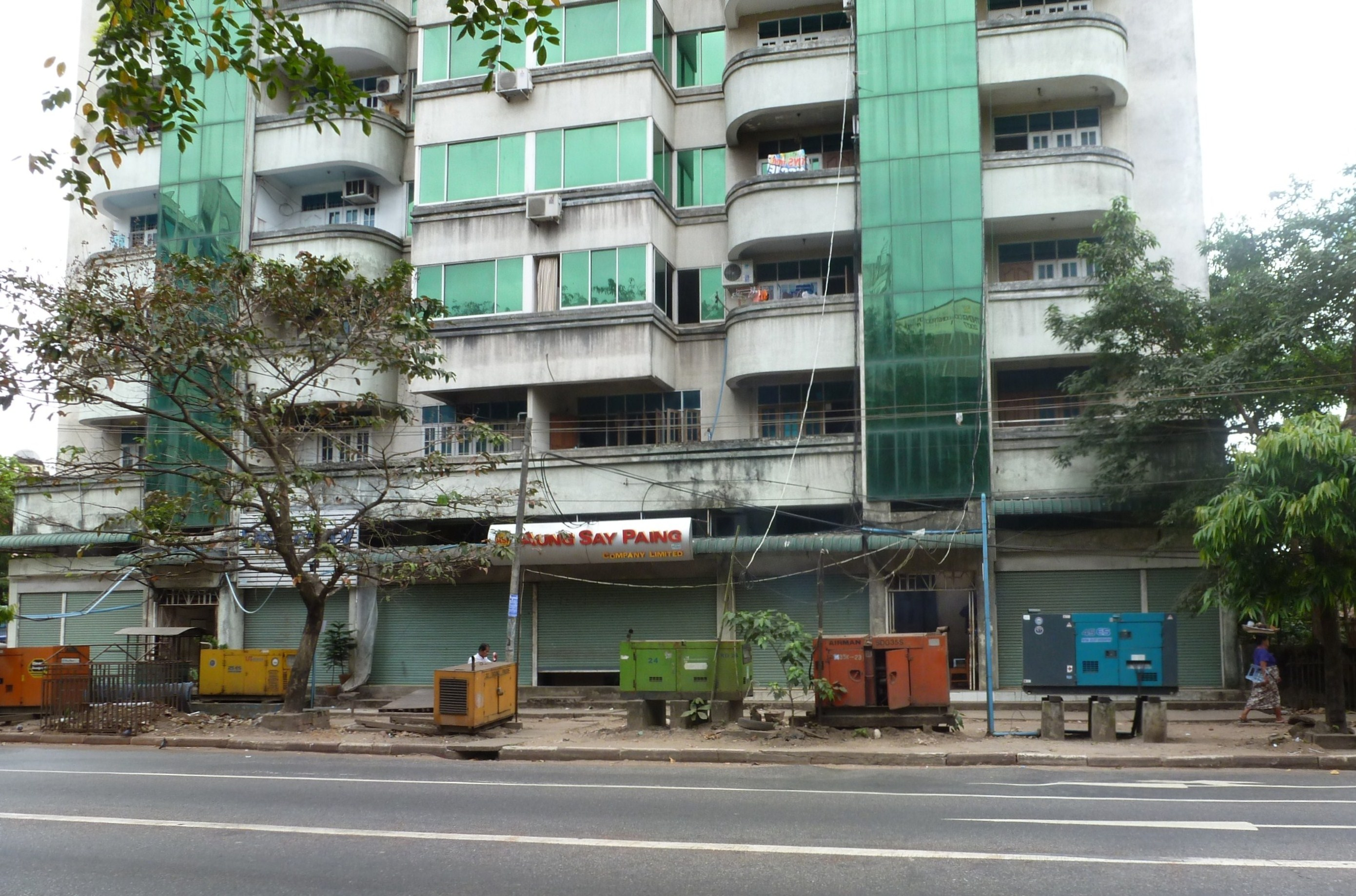
自備大量發電機的公寓

## 國內方面

### 未以經濟建設為中心
1988年軍政府上臺，將主要精力放在30年來的首次全國大選的組織上。1990年5月全國大選之後，遲遲不肯交權給大選獲勝的政黨全國民主聯盟。十多年來，軍政府還是以鞏固政權、穩定政局為中心，而未能以經濟將設為中心。

### 缺乏可行的經濟發展策略
軍政府嚴重缺乏從中央到地方的各級經濟管理人才，所以制定不出國家和各級行政管理部門的可行性經濟發展策略。具體表現在市場體制不完善，法律、法規不健全，政策隨意性大，行政手續繁瑣，短期經濟行為多，管理混亂，貪污腐敗現象嚴重。

### 基礎設施落後
緬甸交通設施落後，鐵路路線情況差，機車和車輛多為20世紀50、60年代產品。公路里程3萬多公里，其中國道幹線僅1.8萬公里，大多數路面狹窄，等級低，碎石路居多。水運宜航河道有限，僅8，000公里。沿海港口雖多，但港口設備、設計落後，海運不發達。民航僅有載客四十多人的小型飛機十馀家。全国電力短缺嚴重，僅有15%的人口能用上電；因經常停電，使工廠大多開工不足。

### 經濟結構不合理
在所有制結構方面，國有、合作、私有經濟所占的比重，1988-89年度分別為22.6%、5.3%、72.21%，1997-98年度分別為 22.5%、2.1%、75.4%。可見十余年來國營經濟所占的份額幾乎沒有改變。建築、礦業、電力、交通、運輸、大型制造業仍為軍政府的國營企業。軍政府的開支總額中大約有75%用於國有企業，主要是支付工資和企業的經營費用。在國有企業的全部開支中，僅有6%用於資本投資。
在產業結構方面，農業、林業佔主導地位，而工業、交通、通訊等部門仍然十分落后。工業產值在國內生產總值中所佔比重太小。產業結構不合理亦導致出口物資（主要是農產品）技術含量低，幾乎沒有附加值的初級產品，令外匯收入少，外匯儲備少（近幾年在2.5億美元上下），外貿逆差居高不下，外貿負債額也隨之增加。2003/04年度，緬甸對外貿易下降了15%，進出口貿易總額由上年度的53億美元降至45億美元。主要商品出口也有不同程度下降，2004年1月 1日，緬甸政府甚至宣布暫停大米等部分基本生活農產品出口6個月，以應付2003年私人銀行危機和國內通貨膨脹得不到有效抑制所造成的社會恐慌。

### 2011年經濟改革
2012年, 亞洲開發銀行重新向緬甸提供援助，貸款首批512萬美元用於投資道路建設，能源開發，發展農業以及教育。